# زین‌العابدین ادهم

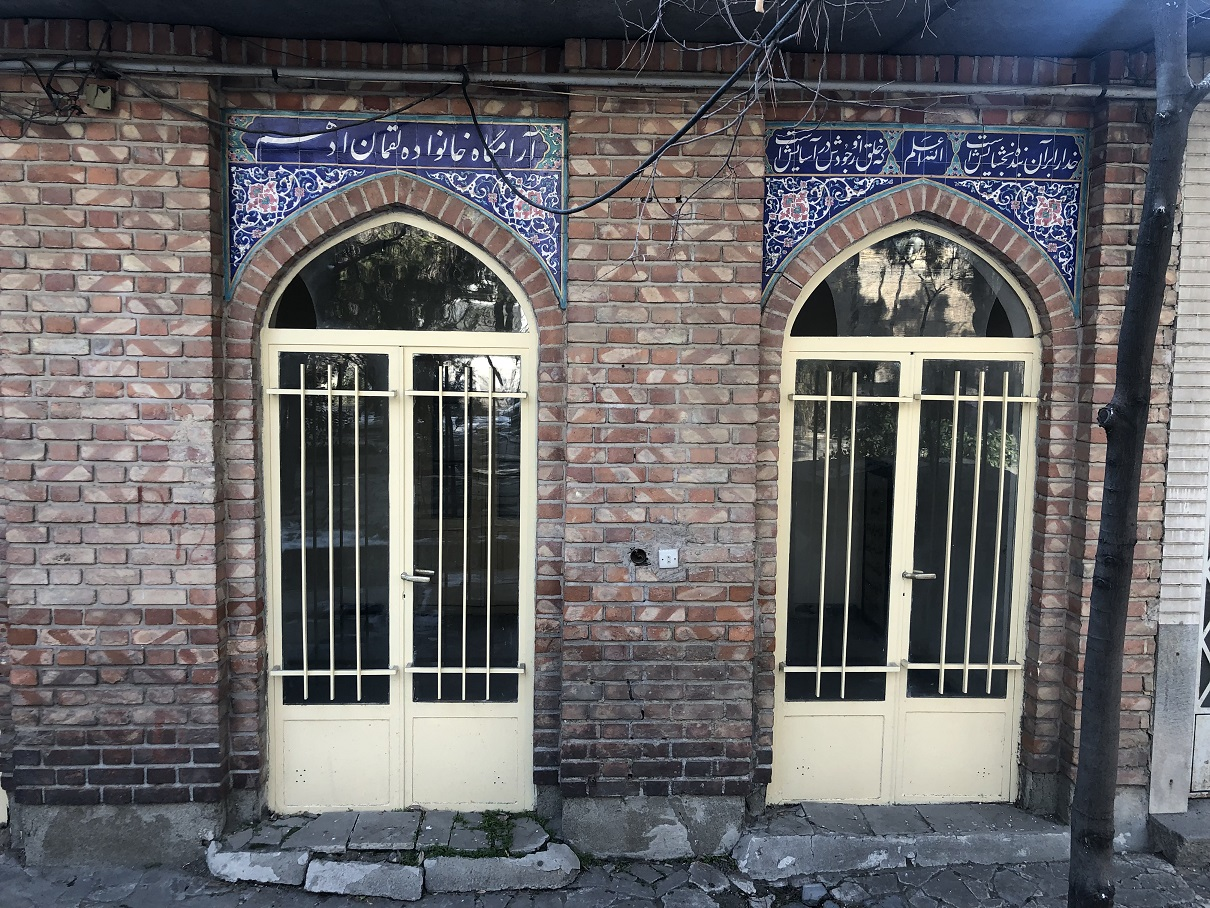
مقبره خانوادگی لقمان ادهم در قبرستان ظهیرالدوله، محل دفن زین‌العابدین ادهم

 میرزا زين‌العابدين‌خان ادهم (۱۲٣١ تهران - ۱٢٩۶ تهران) ملقب به لقمان‌الممالک پزشک ایرانی و بنیانگذار دبستان لقمانیه، سومین دبستان در تبریز بود.

## زندگی‌نامه
زين‌العابدين‌خان ادهم به سال ١٢٣١ در محله سرچشمه تهران متولد شد. پدرش محمد فخرالطبای کنی‌ پزشک در دربار ناصرالدین‌شاه و مظفرالدین‌شاه قاجار بود.خواهرزاده زین العابدین ادهم سعید مالک، سیاستمدار و سناتور معروف دوره قاجار و پهلوی بود.

### تحصیلات و فعالیت‌ها
ميرزا زين‌العابدين‌خان پس از اتمام دروس مقدماتی به مدرسه‌ دارالفنون وارد شده و تحصيلات متوسطه و سپس تحصيلات پزشکی را در آن مدرسه به اتمام می‌رساند. او همزمان با تحصيل مدتی هم به تبريز می‌رود و در کنار پدرش که حکيم باشی ولیعهد مظفر‌الدين ميرزا بود به عنوان يکی از کارکنان دربار وليعهدی مشغول به کار می‌شود.
در سال ١٢۶٨ به فرانسه می‌رود و در دانشکده‌ طب پاريس مشغول به تحصيل می‌شود.
او در سال ١٢٧٣ به ايران بازگشته و تا سال ١٢٧۵ که ملقب به لقمان‌الممالک می‌گردد صاحب مناصب مهمی از جمله نماينده‌‌ ايران در مجمع پزشکان بين‌الملل در پاريس، پزشک مخصوص ‌محمدعلی میرزا وليعهد و در همان روزها هم مدرسه‌ لقمانيه يا دارالتربيت تبريز را تأسيس می‌کند.
لقمان‌الممالک در سال ١٢٨۶ پس از نهضت مشروطيت به تهران نقل‌ و مکان می‌کند و رياست مجلس حفظ الصحه‌ دولتی و طبيبان مخصوص دربار شاهی را عهده‌دار می‌شود.وی مدتی نيز رياست کلاس‌های همايون را برای تعليم و تربيت احمد ميرزا وليعهد، و رياست بیمارستان دولتی (بيمارستان سينا) و همچنین عضويت در شورای عالی بهداشت فرانسه را بر عهده دارد و در نهايت موفق به دريافت نشان لژیون دونور می‌شود.
لقمان‌الممالک در سال ١٢٩۶ در تهران درگذشت و در گورستان ظهیرالدوله به خاک سپرده شد.

## فرزندان
فرزندان لقمان‌الممالک به ترتیب سن، عبارت اند از:
- محمدحسین لقمان‌ادهم(١٢۵٨-١٣٢٩) :ملقب به لقمان‌الدوله و معین‌الاطبا پزشک ایرانی و نخستین رئیس دانشکده پزشکی دانشگاه تهران بود.
- ‌محمدحسن لقمان‌ادهم(۱۲۶۳–۱۳۳۶) : معروف به حکيم‌الدوله پزشک و دولتمرد دوران قاجار و پهلوی و نخستین وزیر صحیه (بهداری) ایران بود.[۲][۴]
- عباس ادهم(١٢۶۴-١٣۴٨) :معروف به اعلم‌المک پزشک و وزیر بهداری، سناتور مجلس سنا ، عضو هیئت مدیره جمعیت شیر و خورشید سرخ ایران و رئیس جمعیت آذربایجانی‌های مقیم مرکز بود. او در زمان ولیعهدی احمدشاه قاجار مدتی پزشک مخصوصش بود.
- صالح ادهم(۱۲۶٨-۱۳٣٠) ملقب به حشمت‌السلطنه حقوقدان و رئیس دفتر احمدشاه آخرین شاه قاجار بود.[۵]